# Erik Boog
Erik Boog (Hilversum, 9 mei 1972) is een Nederlands politicus en bestuurder. Hij is lid van D66. Sinds 19 mei 2015 is hij burgemeester van Diemen.

## Maatschappelijke en politieke carrière
Boog ging naar basisschool de Wilge en naar het Alberdingk Thijm College in Hilversum en richtte op zijn achttiende tijdens het examenjaar een Gooise afdeling op van de Jonge Democraten. Daarna ging hij juridische bestuurskunde studeren aan de Universiteit van Amsterdam.  
Tussen 1998 en 2006 was Boog fractievoorzitter van D66 in de gemeenteraad van Hilversum. Tussen april 2006 en mei 2014 was hij er wethouder van onder andere verkeer, onderwijs, jeugdzaken, monumentenzorg en cultuur namens die partij. Bij de gemeenteraadsverkiezingen van maart 2010 werd D66 onder zijn leiding de grootste partij in de Hilversumse raad. Tussen maart 2010 en mei 2014 was hij daarom ook locoburgemeester van Hilversum.
Na zijn wethouderschap werd Boog interim-directeur bij het bij het Regionaal Bureau Leerlingzaken (RBL) dat voor de gemeenten in de regio Gooi en Vechtstreek en de gemeente Eemnes de leerplichtwet uitvoert en voortijdige schoolverlaters begeleidt.

## Burgemeester van Diemen
Op 19 maart 2015 besloot de gemeenteraad van Diemen Boog voor te dragen als burgemeester en op 19 mei 2015 werd hij geïnstalleerd. Hij volgde Amy Koopmanschap op.
Op 28 april 2021 werd Boog door Arthur van Dijk beëdigd voor een tweede termijn als burgemeester.
Boog kreeg openbare orde & veiligheid, toezicht, handhaving & APV, dienstverlening, informatieveiligheid & juridische zaken, personeel & organisatie en Duo+ in zijn portefeuille. Hij werd verantwoordelijk voor de projecten Diemen 800 jaar en Community building Rode Kruislaan en Beukenhorst en het programma Voor en met Diemen (met wethouder Prins).

## Privé
Boog trouwde op 18 mei 2018 met zijn verloofde.